# Biedprijs
De biedprijs is de prijs waarop  effecten, goederen (bijvoorbeeld edelmetaal) of valuta te koop wordt gevraagd. 
Bijvoorbeeld aandelen die via de beurs verhandeld worden kennen een bied- en laatprijs, waarbij de biedprijs het maximum is waartegen een koper bereid is te kopen.
Het verschil tussen bied- en laatprijs wordt spread genoemd.